# Brocado

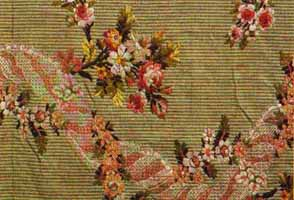
Detalhe de tecido brocado em seda, em Lyon, França, 1760-1770.

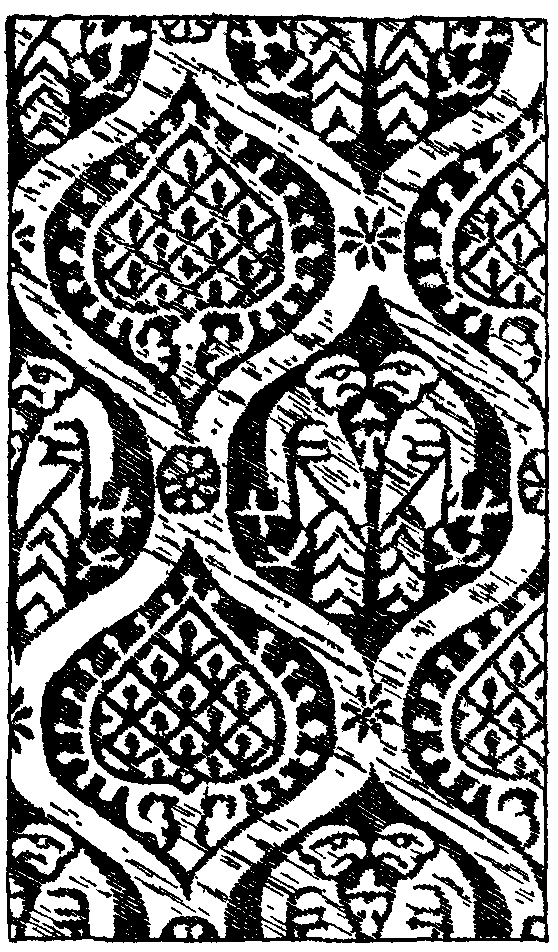
Brocado com seda vermelha e costura de ouro, provavelmente de origem bizantina, nos séculos XII ou XIII.

Brocado é um tipo de tecido ricamente decorado, feitos em seda colorida, e com relevos bordados geralmente a ouro ou prata. 
A palavra "brocado", que tem a mesma raiz da palavra "brócolis", vem do italiano broccato, particípio do verbo broccare, "furar" ou "perfurar" com um brocco, "espinho" ou "pequeno prego", derivado por sua vez do latim broccus, "pontudo", "que se projeta".
O brocado costuma ser costurado tipicamente num tear, e utiliza a técnica de trama suplementar, isto é, o brocado ornamental é produzido através de uma trama suplementar, não-estrutural, que é adicionada à trama padrão que mantém juntos os fios do urdume. O propósito desta técnica é dar a aparência de que a costura teria sido bordada, na realidade.